# بلیندا استوارت-ویلسون
بلیندا استوارت-ویلسون (انگلیسی: Belinda Stewart-Wilson؛ زادهٔ ۱۶ آوریل ۱۹۷۱) بازیگر و صداپیشه اهل بریتانیا است.
از فیلم‌ها یا مجموعه‌های تلویزیونی که وی در آن‌ها نقش داشته است، می‌توان به پوآرو، شهر هالبی و کیس کیس اشاره نمود.